# Jablonowo (Belgorod, Korotschanski)

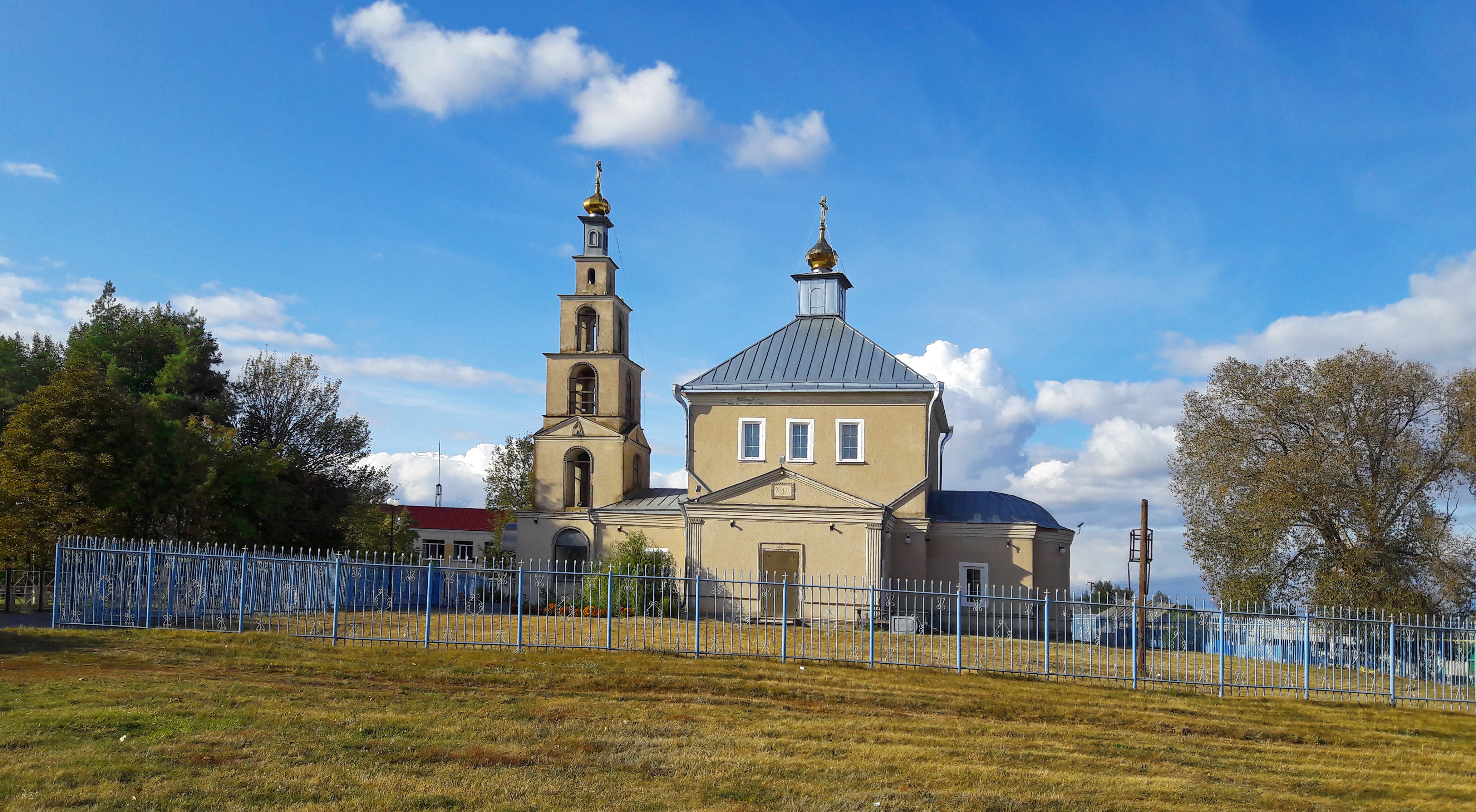
Kirche von Demetrios von Thessaloniki in Jablonowo

Jablonowo (russisch Яблоново) ist ein Dorf im Korotschanski rajon in der russischen Oblast Belgorod. Es liegt etwa 14 Kilometer nordöstlich von Korotscha.
Jablonowo hatte im Jahr 2010 1711 Einwohner.
Im Dorf befindet sich die im Jahr 1810 erbaute Kirche des Demetrios von Thessaloniki. Unweit des Dorfes wurde 2019 im Rahmen des kulturhistorischen Projekts "Belgorod-Linie" ein Nachbau der Festungsanlage Strelzy aus dem 17. Jahrhundert eingeweiht.
Am 24. Januar 2024 kam es nahe des Ortes zum Absturz einer Iljuschin Il-76 im Zusammenhang mit dem russischen Überfall auf die Ukraine.